# Impératif passé en français
L'impératif passé est un temps composé de la conjugaison des verbes français. L'impératif passé appartient au mode personnel de l'impératif, c’est-à-dire qu'il présente un ordre, un conseil, une interdiction.

## Utilisation
Il a en réalité une valeur de futur antérieur : l'ordre donné doit être exécuté dans le futur et non immédiatement, souvent avant un temps imparti.

## Règles de formation
Le passé de l'impératif est formé de l'auxiliaire avoir ou être conjugué à l'impératif présent et du participe passé du verbe.
Il n'existe qu'à la deuxième personne du singulier et aux deux premières du pluriel.
Il s'emploie sans pronom personnel.
Il ne s'emploie pas avec les verbes pronominaux.

### Exemples
- Soyez partis de la maison avant midi !
- Aie fini ton travail avant lundi !